# Kościół Podwyższenia Krzyża Świętego w Żaganiu
Kościół Podwyższenia Krzyża Świętego w Żaganiu – kościół parafialny należący do dekanatu lubuskiego Kościoła Polskokatolickiego w RP. Mieści się w Żaganiu, w województwie lubuskim.

## Historia i wyposażenie
Świątynia, która obecnie należy do Kościoła Polskokatolickiego w RP została wzniesiona w stylu neoromańskim. Powstała w 1902, jako kaplica dla wyznawców staroluteranizmu, których liczba wynosiła wówczas 200 osób. Została zaprojektowana przez architekta Gustava Goetzego z Berlina. Budowla została wzniesiona na zrębach starej kaplicy cmentarnej, która stała na tym miejscu od XVI stulecia. Świątynia została wybudowana na planie krzyża i do jej budowy użyto cegły klinkierowej. Szczególną uwagę należy zwrócić na małe formy, powstałe dzięki użyciu specjalnych cegieł kształtowych. We wnętrzu świątyni zachowały się 3 neogotyckie drewniane ołtarze.